# Tik Sirong
Tik Sirong is een bestuurslaag in het regentschap Lebong van de provincie Bengkulu, Indonesië. Tik Sirong telt 578 inwoners (volkstelling 2010).